# آندری گرچین

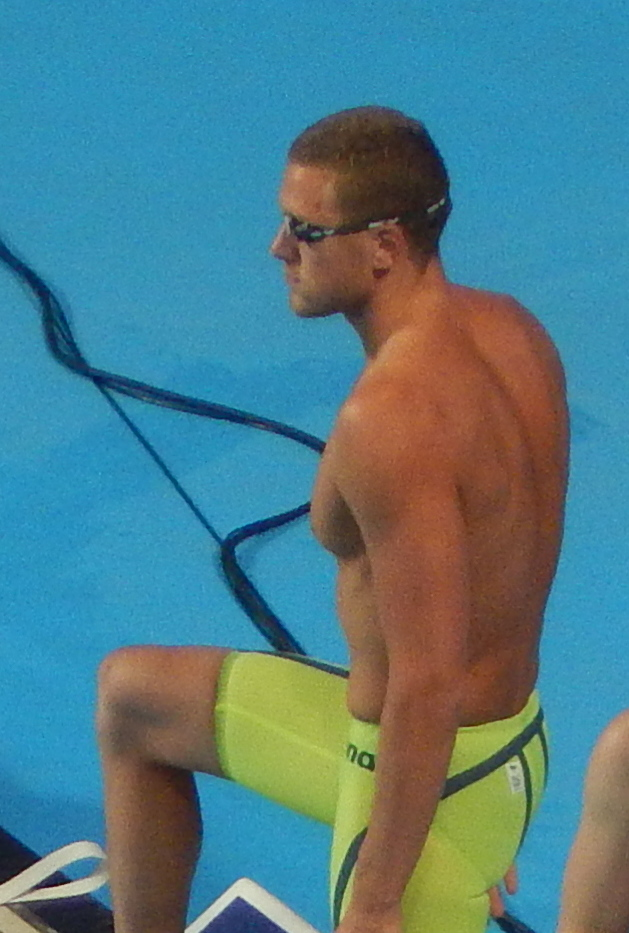
آندری گرچین در سال ۲۰۱۵

آندری گرچین (به انگلیسی: Andrey Grechin) (زادهٔ ۲۱ اکتبر ۱۹۸۷) شناگر اهل روسیه است.